# Maria Woyczyńska
Maria Woyczyńska (ur. 19 listopada 1923 w Warszawie, zm. 2 sierpnia 1978 w Łodzi) – polski nauczyciel, pedagog – nowator, psycholog, twórczyni systemu preorientacji zawodowej i poradnictwa zawodowego w Łodzi, „człowiek nieprzeciętny, oddana bez reszty sprawom dzieci i młodzieży”.

## Życiorys
Pochodziła z rodziny nauczycielskiej. Gimnazjum i liceum ukończyła w Warszawie w czasie wojny w warunkach konspiracyjnych, a w 1943 r. podjęła studia psychologiczne na tajnych kompletach Uniwersytetu Warszawskiego. Studia te przerwało Powstanie warszawskie, a następnie wywiezienie na roboty do Niemiec. Po zakończeniu wojny kontynuowała studia na obczyźnie, a po powrocie do kraju, ukończyła je w 1950 r. na Uniwersytecie Łódzkim z tytułem magistra.
Podczas studiów pracowała w instytucjach poradnictwa psychologicznego, początkowo w charakterze urzędniczki, a następnie jako psycholog w Poradni Zawodowej przy Urzędzie Zatrudnienia w Łodzi. Po likwidacji Poradni w 1951 r. rozpoczęła pracę nauczycielki w szkole specjalnej dla dzieci opóźnionych w rozwoju umysłowym. Wtedy też, w celu uzupełnienia kwalifikacji, ukończyła studia z zakresu pedagogiki specjalnej na Wydziale Wieczorowym Studium Nauczycielskiego w Łodzi.
W 1960 r., po reaktywowaniu działalności poradni psychologicznych powróciła do pracy w charakterze psychologa. W latach 1962–1965 była organizatorem i przez pewien czas kierownikiem Wojewódzkiej Przychodni Przemysłowo-Pedagogicznej w Łodzi. W 1965 r. została kierownikiem, a następnie dyrektorem Okręgowej Poradni Wychowawczo-Zawodowej w Łodzi i tę funkcję pełniła do końca życia.
Za wkład w organizację i rozwój poradnictwa zawodowego była odznaczana odznaczeniami państwowymi.
W swojej pracy zawodowej uzyskała szczególnie znaczące osiągnięcia w problematyce związanej z orientacją i poradnictwem zawodowym, także z jej inspiracji do znaczących sukcesów doszli jej podwładni. Zaproponowana przez nią w latach 60. XX w. koncepcja systemu poradnictwa oparta na teoretycznych podstawach dorobku Tadeusza Nowackiego, Wandy Rachalskiej i Stanisława Szajka zyskała powszechne uznanie w skali kraju, stając się inspiracją dla podobnych działań w innych województwach. Wprowadzone rozwiązania organizacyjne i formy działania, nie straciły aktualności i stosowane są do dzisiaj.
Zgodnie z tezami wspomnianych profesorów-teoretyków przyjęła, że wybór zawodu jest procesem wychowawczym przebiegającym w ścisłym powiązaniu z procesem dydaktycznym. Podkreślała również znaczenie włączania różnych instytucji wspierających szkołę oraz rodziców w proces przygotowania ucznia do podjęcia decyzji wyboru zawodu. Zgodnie z wypracowaną przez nią koncepcją zaprogramowane zostały formy i metody działań oraz ich koordynacja, co pozwoliło na systematyczną, zintegrowaną i efektywną pomoc szkołom w preorientacji zawodowej uczniów.
Z jej inicjatywy jako dyrektora Okręgowej Poradni Wychowawczo-Zawodowej w Łodzi, została przez Kuratora Okręgu Szkolnego w Łodzi powołana Rada ds. Preorientacji Zawodowej, w skład której oprócz Kuratorium wchodzili przedstawiciele Inspektoratów Oświaty, Okręgowego Ośrodka Metodycznego i Poradni Wychowawczo-Zawodowych oraz Wydziału Zatrudnienia, Instytutu Medycyny Pracy i Związków Zawodowych. Dzięki pracy Rady powstał na terenie Łodzi wzorcowy, zintegrowany system orientacji i poradnictwa zawodowego dla uczniów łódzkich szkół. Bezpośrednią pracą na terenie szkół kierowali zaproponowani przez nią koordynatorzy, nazwani pełnomocnikami do spraw orientacji zawodowej. Podstawowym zadaniem pełnomocnika było czuwanie nad realizacją całokształtu problemów związanych z procesem orientacji i doprowadzeniem uczniów do właściwego wyboru zawodu. Poradnia pomagała szkole i pełnomocnikom na każdym etapie ich pracy z dzieckiem, poprzez szkolenie, instruktaż indywidualny i system konsultacji. Szczególnie ważnym momentem procesu wyboru zawodu było podjęcie decyzji o dalszym kierunku kształcenia. Uważała, że decyzja dotycząca każdego dziecka powinna być konsultowana przez pracownika poradni. Stworzyła więc system konsultacji dla wychowawców ostatnich klas szkoły podstawowej, w trakcie których omawiano i oceniano trafność tych decyzji. Szczególnie trudne przypadki były kierowane na badania specjalistyczne w Poradni.
W tym zakresie głównym przedmiotem jej troski były dzieci z odchyleniem w stanie zdrowia. Aby im pomóc, konieczne było sprecyzowanie, w jakich zawodach dzieci te mogą podjąć naukę i następnie pracować. Zainicjowała więc badania o charakterze zawodoznawczym i na ich podstawie wytypowała szereg specjalności najbardziej odpowiadających występującym potrzebom. Uzyskała zgodę władz oświatowych w Łodzi na rezerwację odpowiedniej liczby miejsc we wskazanych przez nią szkołach zawodowych. Miejsca w tych szkołach były przydzielane na podstawie wyników badań specjalistycznych przeprowadzonych w poradni. Dzieci te objęte były opieką wychowawczą przez cały czas aż do momentu podjęcia pracy zawodowej.
Uczniowie mający trudności w podjęciu decyzji zawodowej lub podejmujący niewłaściwe decyzje byli kierowani do Poradni celem udzielenia im pomocy w wyborze właściwym, zgodnym z ich możliwościami psychofizycznymi i zdrowotnymi. Z jej inspiracji działalność pracowników Poradni objęła głównie uczniów z odchyleniami w stanie zdrowia i zapewnienie im wyboru dostępnych dla nich zawodów. Dlatego w Okręgowej Poradni Wychowawczo-Zawodowej w Łodzi zatrudniła lekarzy specjalistów, którzy prowadzili badania uczniów pod kątem wyboru zawodu i byli konsultantami w podejmowaniu decyzji wyboru zawodu dla młodzieży z odchyleniami w stanie zdrowia. Chodziło przy tym o zawody wskazane nie tylko ze względu na stan zdrowia, ale także ze względów psychologicznych. Spowodowała ustalenie że do zadań psychologa zawodoznawcy należało skonsultowanie każdej propozycji z lekarzem i właściwe wyważenia proporcji w decyzjach dotyczących uczniów – przy uwzględnieniu wyników lekarskich i psychologicznych. W diagnozie indywidualnej opierano się na sprawdzeniu stopnia wyćwiczalności sprawności wymaganych na określonych stanowiskach pracy, stopnia kompensacji posiadanych defektów, adaptacji do stanu zdrowia itp.
Współpracując ze szkołami zawodowymi, pracownicy Poradni prowadzili badania psychologiczne kandydatów do techników. Tego typu kilkuletnia współpraca była prowadzona w Technikum Łączności w Łodzi. Tutaj wyniki badań psychologicznych były jednym z istotnych czynników uwzględnianych przy przyjmowaniu do szkoły na kierunek radiowo-telewizyjny. Była konsultantem w doborze technik diagnostycznych do badań kwalifikacyjnych na określony kierunek kształcenia.
Od samego początku swojej pracy w poradni zainteresowana była metodyką prowadzenia badań, wymagając od swoich pracowników wnikliwości i sumienności oraz wszechstronności w badaniach. Inicjowała poszukiwanie nowych technik badawczych i zachęcała do ich stosowania w praktyce.
Działalność Okręgowej Poradni Wychowawczo-Zawodowej w Łodzi została ukierunkowana na wspomaganie szkoły m.in. poprzez opracowywanie materiałów pomocniczych dla nauczycieli oraz na bezpośrednią pracę pracowników pedagogicznych Poradni w szkołach. Z jej inspiracji zostały opracowane przykładowe plany pracy w zakresie orientacji zawodowej dla szkół, konspekty lekcji, opisy zawodów i stanowisk pracy, pogadanki preorientacji zawodowej dla uczniów i ich rodziców.
Efektem wydawniczej działalności Okręgowej Poradni Wychowawczo-Zawodowej w Łodzi z jej inspiracji były m.in. publikacje:
- Analizy stanowisk pracy opracowane w latach 1965–1966 dla celów poradnictwa zawodowego, Okręgowa Poradnia Wychowawczo-Zawodowa, Łódź 1972 (powielone);
- Materiały pomocnicze do preorientacji zawodowej w szkole podstawowej, Kuratorium Okręgu Szkolnego, Okręgowa Poradnia Wychowawczo-Zawodowa, Łódź 1968;
- Preorientacja zawodowa. Materiały pomocnicze dla nauczycieli liceów ogólnokształcących, Kuratorium Okręgu Szkolnego, Okręgowy Ośrodek Metodyczny, Okręgowa Poradnia Wychowawczo-Zawodowa, Łódź 1971;
- Preorientacja zawodowa w programach nauczania szkoły podstawowej, red. Błaszczak Z., Pawłowska Z., Janicki J., Kuratorium Okręgu Szkolnego, Okręgowy Ośrodek Metodyczny, Okręgowa Poradnia Wychowawczo-Zawodowa, Łódź 1972;
- Preorientacja szkolna i zawodowa. Materiały opracowane przez Okręgową Poradnią Wychowawczo-Zawodową w Łodzi dla Głównej Komisji Prognozowania Resortu Oświaty, 1973;
- Orientacja zawodowa w szkole podstawowej. Materiały pomocnicze dla nauczycieli, red. Woyczyńska M., Książka i Wiedza, Warszawa 1973;
- Mieszkowska B., Wykorzystanie w latach 1972–1975 w poradni wychowawczo-zawodowej arkusza obserwacyjnego T. Nowackiego do poznania ucznia, [w:] Orientacja i poradnictwo zawodowe w szkole podstawowej, red. Rachalska W., WSiP, Warszawa 1980;
- Pierzgalski A., Współpraca z nauczycielami w zakresie prowadzenia orientacji szkolnej i zawodowej w szkole podstawowej, [w:] Orientacja i poradnictwo zawodowe w szkole podstawowej, red. W. Rachalska, WSiP, Warszawa 1980;
- Tadeusiewicz G., Praca nauczyciela – doradcy zawodowego w szkole w ośrodku wielkomiejskim, [w:] Orientacja i poradnictwo zawodowe w szkole podstawowej, red. Rachalska W., WSiP, Warszawa 1980;
- Juszczyk J., Poradnictwo indywidualne dla młodzieży z odchyleniami w stanie zdrowia, referat na Sesji Popularnonaukowej w Warszawie w 1978 r. poświęconej dorobkowi poradnictwa wychowawczo-zawodowego, [w:] Poradnictwo Wychowawczo-Zawodowe, red. Brejniak W., WSiP, Warszawa 1980.

W Okręgowej Poradni Wychowawczo-Zawodowej w Łodzi wykonano również szereg innych opracowań na zlecenie Kuratorium Oświaty i Wychowania czy Ministerstwa Oświaty i Wychowania.
W ramach uwzględnionej w koncepcji współpracy z innymi instytucjami Poradnia nawiązała kontakt z Akademią Medyczną w Łodzi. Umożliwiło to włączenie do programu studiów ze studentami piątego roku zajęć, na których przekazywano informacje dotyczące działalności poradni wychowawczo-zawodowych i potrzeb tych placówek w zakresie pomocy lekarskiej, głównie przy ocenianiu dojrzałości szkolnej oraz w poradnictwie wyboru zawodu.
Na uwagę zasługuje współpraca z kierowaną przez dr Mieczysława Chojnowskiego Pracownią Psychometryczną Polskiej Akademii Nauk (PAN) w Warszawie. W tej pracowni odbywali praktykę zawodową z zakresu psychometrii pracownicy Okręgowej Poradni Wychowawczo-Zawodowej w Łodzi, którzy brali udział w pracach nad weryfikacją i normalizacją testów dla potrzeb poradnictwa wychowawczo-zawodowego.
W roku szkolnym 1967/68 uruchomiła 3-letni kurs dla pełnomocników ds. orientacji zawodowej. Odbywały się lekcje pokazowe dla nauczycieli prowadzących orientację zawodową, a także instruktaż indywidualny.

## Odznaczenia państwowe
- Złoty Krzyż Zasługi
- Medal Komisji Edukacji Narodowej.